# Província d'Al Hoceima
La província d'Al Hoceima (en àrab إقليم الحسيمة, iqlīm al-Ḥusayma; en amazic ⵜⴰⵙⴳⴰ ⵏ ⵍⵃⵓⵙⵉⵎⴰ, tasga n Lḥusima) és una de les províncies del Marroc, fins 2015 part de la regió de Taza-Al Hoceima-Taounate i actualment de la nova regió de Tànger-Tetuan-Al Hoceima. Té una superfície de 3.550 km² i 395.644 habitants censats en 2004. La capital és Al Hoceima. Al seu territori hi ha el Parc Nacional d'Al Hoceima.

## Divisió administrativa
La província d'Al Hoceima consta de 4 municipis i 31 comunes:
| Nom                     | Codi geogràfic | Tipus        | Habitatges | Població | Estrangers | Locals | Notes                                                                                      |
| ----------------------- | -------------- | ------------ | ---------- | -------- | ---------- | ------ | ------------------------------------------------------------------------------------------ |
| Al Hoceima              | 051.01.01.     | Municipi     | 11554      | 55357    | 95         | 55262  |                                                                                            |
| Bni Bouayach            | 051.01.03.     | Municipi     | 2956       | 15497    | 1          | 15496  |                                                                                            |
| Imzouren                | 051.01.05.     | Municipi     | 5147       | 26575    | 5          | 26570  |                                                                                            |
| Targuist                | 051.01.07.     | Municipi     | 2219       | 11560    | 1          | 11559  |                                                                                            |
| Bni Boufrah             | 051.03.01.     | Comuna rural | 1764       | 10298    | 1          | 10297  |                                                                                            |
| Bni Gmil                | 051.03.03.     | Comuna rural | 1313       | 9461     | 1          | 9460   |                                                                                            |
| Bni Gmil Maksouline     | 051.03.05.     | Comuna rural | 1324       | 9922     | 0          | 9922   |                                                                                            |
| Senada                  | 051.03.07.     | Comuna rural | 1601       | 9870     | 0          | 9870   |                                                                                            |
| Ait Kamra               | 051.05.01.     | Comuna rural | 1200       | 6742     | 0          | 6742   |                                                                                            |
| Ait Youssef Ou Ali      | 051.05.03.     | Comuna rural | 2981       | 16462    | 4          | 16458  | 3987 residents viuen al centre, anomenat Ajdir; 12475 residents viuen en zones rurals.     |
| Arbaa Taourirt          | 051.05.05.     | Comuna rural | 1156       | 7272     | 0          | 7272   |                                                                                            |
| Bni Abdallah            | 051.05.07.     | Comuna rural | 1263       | 7566     | 0          | 7566   |                                                                                            |
| Bni Hadifa              | 051.05.09.     | Comuna rural | 1134       | 6328     | 0          | 6328   | 2061 residents viuen al centre, anomenat Bni Hadifa; 4267 residents viuen en zones rurals. |
| Chakrane                | 051.05.11.     | Comuna rural | 1004       | 6769     | 0          | 6769   |                                                                                            |
| Imrabten                | 051.05.13.     | Comuna rural | 1731       | 10098    | 0          | 10098  | 1788 residents viuen al centre, anomenat Tamassint; 8310 residents viuen en zones rurals.  |
| Izemmouren              | 051.05.15.     | Comuna rural | 864        | 4437     | 4          | 4433   |                                                                                            |
| Louta                   | 051.05.17.     | Comuna rural | 1035       | 6325     | 0          | 6325   |                                                                                            |
| Nekkour                 | 051.05.19.     | Comuna rural | 1919       | 11524    | 0          | 11524  |                                                                                            |
| Rouadi                  | 051.05.21.     | Comuna rural | 1467       | 8092     | 3          | 8089   |                                                                                            |
| Tifarouine              | 051.05.23.     | Comuna rural | 919        | 5669     | 0          | 5669   |                                                                                            |
| Zaouiat Sidi Abdelkader | 051.05.25.     | Comuna rural | 938        | 5974     | 1          | 5973   |                                                                                            |
| Abdelghaya Souahel      | 051.07.01.     | Comuna rural | 3337       | 24013    | 3          | 24010  |                                                                                            |
| Bni Ahmed Imoukzan      | 051.07.03.     | Comuna rural | 1355       | 8949     | 0          | 8949   |                                                                                            |
| Bni Ammart              | 051.07.05.     | Comuna rural | 1261       | 8084     | 0          | 8084   |                                                                                            |
| Bni Bchir               | 051.07.07.     | Comuna rural | 851        | 5959     | 0          | 5959   |                                                                                            |
| Bni Bouchibet           | 051.07.09.     | Comuna rural | 1285       | 8102     | 3          | 8099   |                                                                                            |
| Bni Bounsar             | 051.07.11.     | Comuna rural | 1123       | 8112     | 1          | 8111   |                                                                                            |
| Issaguen                | 051.07.13.     | Comuna rural | 2466       | 15425    | 0          | 15425  | 1638 residents viuen al centre, anomenat Issaguen; 13787 residents viuen en zones rurals.  |
| Ketama                  | 051.07.15.     | Comuna rural | 2444       | 15924    | 0          | 15924  |                                                                                            |
| Moulay Ahmed Cherif     | 051.07.17.     | Comuna rural | 1292       | 9673     | 0          | 9673   |                                                                                            |
| Sidi Boutmim            | 051.07.19.     | Comuna rural | 1689       | 10242    | 0          | 10242  |                                                                                            |
| Sidi Bouzineb           | 051.07.21.     | Comuna rural | 706        | 4888     | 0          | 4888   |                                                                                            |
| Taghzout                | 051.07.23.     | Comuna rural | 912        | 5115     | 0          | 5115   |                                                                                            |
| Tamsaout                | 051.07.25.     | Comuna rural | 1817       | 12610    | 0          | 12610  |                                                                                            |
| Zarkt                   | 051.07.27.     | Comuna rural | 1048       | 6750     | 0          | 6750   |                                                                                            |